# Мейс-Лік (Кентуккі)
Мейс-Лік (англ. Mays Lick) — переписна місцевість (CDP) в США, в окрузі Мейсон штату Кентуккі. Населення — 252 особи (2020).

## Географія
Мейс-Лік розташований за координатами 38°31′11″ пн. ш. 83°50′46″ зх. д. / 38.51972° пн. ш. 83.84611° зх. д. (38.519770, -83.846142).  За даними Бюро перепису населення США в 2010 році переписна місцевість мала площу 1,66 км², з яких 1,65 км² — суходіл та 0,01 км² — водойми.

## Демографія
Згідно з переписом 2010 року, у переписній місцевості мешкали 242 особи в 106 домогосподарствах у складі 70 родин. Густота населення становила 146 осіб/км².  Було 121 помешкання (73/км²).
Расовий склад населення:
| - 84,7 % — білих - 14,0 % — чорних або афроамериканців |

До двох чи більше рас належало 1,2 %. Частка іспаномовних становила 0,0 % від усіх жителів.
За віковим діапазоном населення розподілялося таким чином: 20,7 % — особи молодші 18 років, 63,2 % — особи у віці 18—64 років, 16,1 % — особи у віці 65 років та старші. Медіана віку мешканця становила 42,4 року. На 100 осіб жіночої статі у переписній місцевості припадало 96,7 чоловіків;  на 100 жінок у віці від 18 років та старших — 92,0 чоловіків також старших 18 років.
Середній дохід на одне домашнє господарство  становив 56 203 долари США (медіана — 26 932), а середній дохід на одну сім'ю — 85 426 доларів (медіана — 111 250). За межею бідності перебувало 15,3 % осіб, у тому числі 35,7 % дітей у віці до 18 років та 15,4 % осіб у віці 65 років та старших.
Цивільне працевлаштоване населення становило 86 осіб. Основні галузі зайнятості: транспорт — 22,1 %, освіта, охорона здоров'я та соціальна допомога — 20,9 %, роздрібна торгівля — 16,3 %.